# Commezzadura
Commezzadura är en kommun i provinsen Trento i regionen Trentino-Sydtyrolen i Italien. Kommunen hade 980 invånare (2018).